# Bidiexodina
Bidiexodina es un género de foraminífero bentónico normalmente considerado un subgénero de Earlandia, es decir, Earlandia (Bidiexodina) de la subfamilia Polydiexodininae, de la familia Schwagerinidae, de la superfamilia Fusulinoidea, del suborden Fusulinina y del orden Fusulinida. Su especie tipo es Eopolydiexodina (Bidiexodina) primaris. Su rango cronoestratigráfico abarca desde el Boloriense hasta el Kubergandiense (Kunguriense, Pérmico inferior).

## Discusión
Clasificaciones más recientes incluyen Bidiexodina en la superfamilia Schwagerinoidea, y en la subclase Fusulinana de la clase Fusulinata.

## Clasificación
Bidiexodina incluye a las siguientes especies:
- Bidiexodina primaris †, también considerado como Eopolydiexodina (Bidiexodina) primaris †